# Радик Исаев
Радик Велединович Исаев (на азербайджански: Radik İsayev; на руски: Радик Велединович Исаев; роден на 26 септември 1989 г. в Ухул) е азербайджански състезател по таекуон-до, етнически лезгинец.
Той е златен медалист от европейски игри (2015), световен (2015) и европейски (2014) шампион.